# Can Mas (Olot)
Can Mas és una casa al centre de la ciutat d'Olot catalogada a l'Inventari del Patrimoni Arquitectònic de Catalunya. Durant la segona meitat del segle xix a Olot continuen les vicissituds bel·lico-polítiques. Malgrat tot, a la vila i la comarca s'han anat generant un fort nucli industrial que portarà a un creixement de la ciutat i a una notable activitat artística. Culturalment, cal remarcar l'aparició de periòdics importants com "El Deber", "El Faro de la Montaña" o "La Aurora Olotense"; cal destacar també l'aparició de l'Escola pictòrica d'Olot, que suposa l'entroncament de l'art català amb els corrents europeus. Urbanísticament s'edifiquen nombroses cases al carrer Mulleres i bisbe Lorenzana, s'aixequen innombrables capelles i es fan els projectes de la plaça Clarà i el passeig de Barcelona.
Can Mas constitueix una casa de planta rectangular entre mitgeres, amb teulada a dues aigües i els vessants cap a les façanes principals. Té planta baixa, dos pisos i terrassa amb un àtic reculat. La planta baixa té dos grans portals d'accés, amb boniques reixes de ventilació de les entrades, emmarcats per estucats encoixinatss simulant pedra. Cal destacar l'àmplia tribuna doble del primer pis, sostinguda per grans mènsules a la planta baixa; està decorada amb un fris de rajoles i una cornisa amb motius vegetals. Les baranes de la tribuna són de ferro forjat simulant fullatges estilitzats. El pis superior té quatre balcons amb baranes de fosa. La cornisa està sostinguda per mènsules. Recentment ha estat restaurada amb encert respectant els colors originals.